# Сакошу-Турческ
Сакошу-Турческ (рум. Sacoșu Turcesc) — село у повіті Тіміш в Румунії. Входить до складу комуни Сакошу-Турческ.
Село розташоване на відстані 390 км на захід від Бухареста, 19 км на південний схід від Тімішоари.

## Населення
За даними перепису населення 2002 року у селі проживали 784 особи.
Національний склад населення села:
| Національність | Кількість осіб | Відсоток |
| -------------- | -------------- | -------- |
| румуни         | 743            | 94,8%    |
| угорці         | 26             | 3,3%     |
| німці          | 6              | 0,8%     |

Рідною мовою назвали:
| Мова      | Кількість осіб | Відсоток |
| --------- | -------------- | -------- |
| румунська | 747            | 95,3%    |
| угорська  | 24             | 3,1%     |
| німецька  | 6              | 0,8%     |